# Aurelio San Emeterio
Aurelio San Emeterio Fernández, (18 de mayo de 1969), político español de Izquierda Unida. Fue Portavoz del Grupo Municipal de Izquierda Unida en el Ayuntamiento de Toledo y Coordinador Local de la Asamblea Local de IU Toledo. En la  legistatura 2007-2011 fue concejal de Vivienda y Segundo Teniente de Alcalde en el Ayuntamiento de Toledo.

## Biografía
Licenciado en Historia por la Universidad Complutense de Madrid, ha desarrollado su vida profesional en el ámbito socioeducativo trabajando en una ONG.
Vecino del Barrio del Polígono de Toledo y vinculado desde muy joven con la Asociación de Vecinos “El Tajo”, destaca su labor como monitor y director de los campamentos juveniles y de los intercambios internacionales con la República Checa durante varios años, así como su trabajo como profesor voluntario en la Escuela de Adultos. 
Viajó a Irak como brigadista unos meses antes de los bombardeos anglo-americanos en 2003, y el año siguiente representó a la ciudad de Toledo en la delegación internacional que se desplazó al Líbano en visita a los campos de refugiados palestinos. 
Fue representante del movimiento vecinal en la reunión internacional en la ciudad portuguesa de Matosinhos del Programa Europeo “Barrios en Crisis”, donde su ponencia fue propuesta como manifiesto de este programa. Cabe resaltar también su compromiso con el deporte local como jugador y miembro de la Junta Directiva del Club Baloncesto Polígono. 
De 2004 a 2015 fue el Coordinador Local de la Asamblea de Izquierda Unida en Toledo. 
En el año 2007 encabezó la lista electoral de Izquierda Unida a la Alcaldía consiguiendo dos concejales. Tras pactar con el PSOE de Emiliano García Page propicia que este sea el nuevo alcalde de Toledo. Ocupó Desde ese año los cargos de Segundo Teniente de Alcalde, Concejal de Vivienda, Vicepresidente Ejecutivo de la Empresa Municipal de la Vivienda y Presidente de la Junta Municipal de Distrito del Polígono.
En las elecciones municipales de 2011 renovó su cargo de concejal, pero no siguió en el gobierno al no producirse un nuevo pacto con el PSOE.
- Datos: Q5712023